# Пешково (Дмитровский городской округ)
Пешково — деревня в Дмитровском районе Московской области, в составе сельского поселения Синьковское. Население — 3 чел. (2010). До 2006 года Пешково входило в состав Кульпинского сельского округа.

## Расположение
Деревня расположена в западной части района, недалеко от границы с Солнечногорским, примерно в 23 км к западу от Дмитрова, высота центра над уровнем моря 130 м (видимо, ошибка поскольку деревня находится на возвышенности Клинско-Дмитровской гряды). Ближайшие населённые пункты — Кульпино на юго-западе, Семёновское на северо-западе и Киндяково на северо-востоке.

## Уроженцы
- Голяков, Иван Терентьевич (1888—1961) — советский правовед, деятель советских органов прокуратуры и суда, председатель Верховного суда СССР (1938—1948).

## Население
| 2002 | 2006 | 2010 |
| ---- | ---- | ---- |
| 6    | ↗7   | ↘3   |